# Desmopachria draco
Desmopachria draco är en skalbaggsart som beskrevs av K. B. Miller 1999. Desmopachria draco ingår i släktet Desmopachria och familjen dykare. Inga underarter finns listade i Catalogue of Life.